# 瓜斯塔拉
瓜斯塔拉（義大利語：Guastalla），是意大利雷焦艾米利亚省的一个市镇。总面积52.5平方公里，人口15135人，人口密度288.3人/平方公里（2009年）。ISTAT代码为035024。

## 友好城市
- 法國 福卡尔基耶